# Jake y Dinos Chapman
Jake Chapman (n. Cheltenham, Reino Unido, 1966) y Dinos Chapman (n. Londres, Reino Unido, 1962) son hermanos y artistas conceptuales ingleses; conocidos como los Chapman Brothers (en inglés, Hermanos Chapman) trabajan casi únicamente entre ellos. Ganaron notoriedad como parte del movimiento Young British Artists, el cual fue promovido por Charles Saatchi. Su celebridad se basa fundamentalmente en ganar popularidad a través de la polémica, alentada con acciones de apropiacionismo y crímenes contra la humanidad solo para llamar la atención como el notable hecho de comprar una edición de "Los desastres de la guerra" de Goya y destrozarla pintando narices de payaso a las figuras del maestro aragonés, demostrando que para ellos es más importante el hacerse populares que el arte en general. La muerte, el sexo, el nazismo o la infancia son algunos de los temas favoritos de los Chapman, no son muy originales, siempre tomados desde un punto de vista grotesco que desafía todas las convenciones morales y lo políticamente correcto.